# Sam Ricketts
Sam Ricketts (* 11. Oktober 1981 in Aylesbury, England) ist ein ehemaliger walisischer Fußballspieler und heutiger -trainer.

## Spielerkarriere

### National
Nach mehreren Engagements bei unterklassigen Vereinen zog es Sam Ricketts 2004 zu Swansea City. Mit den Walisern gelang ihm im ersten Jahr der Aufstieg in die Football League One, die dritte englische Liga. Dort wurde er auf Anhieb Stammspieler und auch Nationalspieler seines Landes.
Im Sommer 2006 wurde Ricketts vom Zweitligisten Hull City verpflichtet, mit dem er 2007/08 in die Premier League aufstieg. Am 16. August 2008 gab er beim 2:1-Heimsieg über den FC Fulham sein Debüt in Englands höchster Spielklasse. 2009 wechselte er dann zu den Bolton Wanderers. Über die Ablösesumme wurde von beiden Vereinen ein Stillschweigen vereinbart. Zur Saison 2013/14 erhielt Ricketts ein Engagement beim Zweitligaabsteiger Wolverhampton Wanderers.

### International
Sam Ricketts spielt seit 2005 für die walisische Fußballnationalmannschaft.

## Trainerkarriere
Ricketts übernahm zur Saison 2018/19 den Cheftrainerposten beim in der fünften englischen Liga antretenden walisischen Klub AFC Wrexham, nachdem er zuvor im Jugendbereich der Wolverhampton Wanderers tätig gewesen war. Nach einem guten Saisonstart, in der er den Vorjahreszehnten bis Anfang Dezember 2018 auf den vierten Tabellenplatz geführt hatte, wechselte er als Cheftrainer zum englischen Drittligisten Shrewsbury Town. Nach zwei Endplatzierungen im unteren Tabellenmittelfeld misslang der Start in die Saison 2020/21. Nachdem aus den ersten 13 Spielen lediglich ein Sieg gelungen war, wurde er Ende November 2020 gemeinsam mit seinem Co-Trainer Dean Whitehead auf dem vorletzten Tabellenplatz liegend entlassen.

## Erfolge
- 2004/05 – Aufstieg in die Football League One mit Swansea City
- 2007/08 – Aufstieg in die Premier League mit Hull City